# IC 2700
IC 2700 је елиптична галаксија у сазвјежђу Лав која се налази на листи објеката дубоког неба у Индекс каталогу.
Деклинација објекта је + 12° 3' 17" а ректасцензија 11h 17m 54,1s. Привидна величина (магнитуда) објекта IC 2700 износи 15,2 а фотографска магнитуда 16,2.